# Анусара
Анусара — река в России, протекает по Пудожскому району Карелии.
Устье реки находится по правому берегу реки Туба в 7,7 км от её устья, в 6 км юго-восточнее деревни Римское, в 8 км южнее посёлка Пудожгорский. На самой реке населённых пунктов нет. Длина реки — 18 км.

## Данные водного реестра
По данным государственного водного реестра России относится к Балтийскому бассейновому округу, водохозяйственный участок реки — Бассейн Онежского озера без рр. Шуя, Суна, Водла и Вытегра, речной подбассейн реки — Свирь (включая реки бассейна Онежского озера). Относится к речному бассейну реки Нева (включая бассейны рек Онежского и Ладожского озера).